# 제이슨 스미스 (1986년)

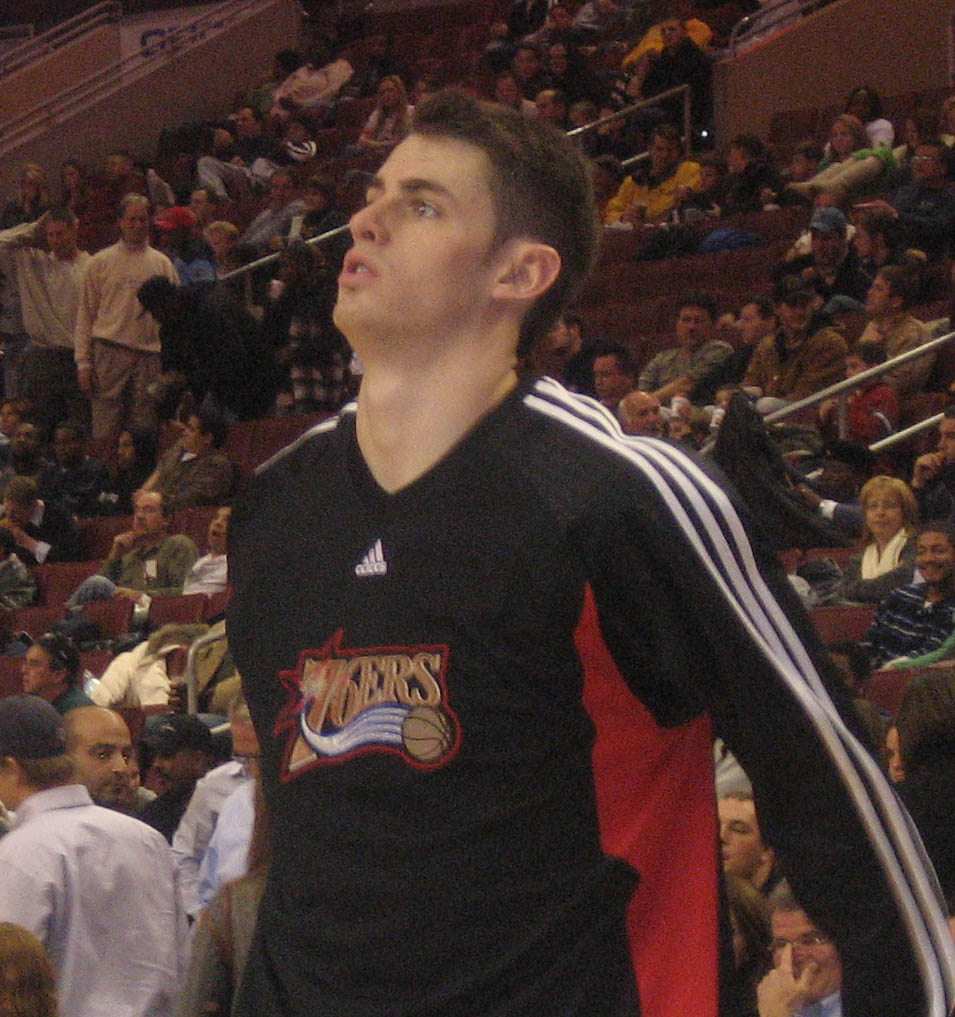
제이슨 스미스

제이슨 빅터 스미스(영어: Jason Victor Smith, 1986년 3월 2일 ~ )는 미국의 농구 선수로, 현재 워싱턴 위저즈의 선수이다.